# اندیس آنومالی شرق قارزی
آنومالی شرق قارزی یک اندیس فلزی است که در حوالی شهر سبزوار استان خراسان قرار دارد و مادهٔ معدنی موجود در آن، طلا است.سنگ میزبان این اندیس برش ولکانیکی سیلیسی شده، آندزیت، توف اسیدی و گدازه‌های اسیدی است و دیرینگی آن به دوران ائوسن می‌رسد. در این اندیس، پاراژنز‌های طلا و نقره یافت می‌شوند.